# The Privilege of Power
The Privilege of Power est le huitième album de Riot. Il est sorti en 1990.

## Liste des titres
1. On Your Knees
2. Metal Soldiers
3. Runaway
4. Killer
5. Dance of Death
6. Storming the Gates of Hell
7. Maryanne
8. Little Miss Death
9. Black Leather and Glittering Steel
10. Racing With the Devil on a Spanish Highway